# Dryopteris iranica
Dryopteris iranica är en träjonväxtart som beskrevs av Fraser-jenk. Dryopteris iranica ingår i släktet Dryopteris och familjen Dryopteridaceae. Inga underarter finns listade.